# Regeneração
Regeneração est une municipalité brésilienne située dans l'État du Piauí.